# セーラー服は着たままで
『セーラー服は着たままで』（セーラーふくはきたままで、中田清花シリーズ）は、河合二葉による成人向け漫画連作のタイトル。コアマガジン『漫画ばんがいち』に掲載されていた。携帯電話で配信されてはいたが、未だに単行本化はされていない。
第1作の『おしまいの夏』は、3年半ぶりに死に損なってもどってきた、というばんがいち復帰作。物語はそこから過去に遡り、清花と誠一の出会いから、心中をするに至った経緯が描かれている。
いずれは清花の大学生篇を描く、と作者は宣言している。

## あらすじ
木戸誠一は聖南学園の理科の教師だったが、教え子の中田清花に互いに惹かれ合い、関係を持ってしまう。未来のない性交渉を続け、密会を重ねる二人であったが、清花の同級生、仲田花苗によって二人のことは暴露され、のっぴきならない事態に陥ってしまう。

## 登場人物
中田清花（なかた さやか）
物語全体の主人公。15歳の女子校生。聖南学園（S学園）中等部、のち高等部在籍。担任の木戸誠一と不倫をし、心中をするが、誠一の最後の判断により自分だけ助かってしまう。
誠一に求めていたことは、妻との離婚でも、誠一が教師を退職することでも、自分と結婚することでもなく、ただ恋愛がしたかった、というだけだった。
誠一のことを好きになったきっかけは、自分の名前を「きよか」と誤読しなかったから。その後、授業中に誠一の頭に桜の花びらが落ちていたことがあり、ほかの生徒が笑っているのを默認していたのを見て、「もっと厳しく叱ればいいのに」と思うようになり、誠一の指が長くて綺麗な指だとも感じていた。誠一が他の女生徒と会話をしているのを見ていて嫉妬し、わざと解剖実習の際に指に傷をつけて誠一と二人で授業をサボったこともある。誠一の痩せて自然に外れてしまった結婚指輪を預かっていた。
家庭では、母親の趣味により、ゴスロリの服装をさせられ、ピンク一色の家具の部屋で生活している。清花の父親は別の女性と交際していたが、母親が無理矢理アタックして、妊娠し、結婚にこぎつけたという過去があり、その時の子供が清花であった。そのため、清花が小学生になる頃には夫婦仲は冷めており、母親の着せ替え人形のような役割をさせられていた。友人の輸入家具の仕事を母親が手伝うようになってから、母親の愛玩物の役割から解放され、家で読書をするようになった。
皮膚が弱く、日焼けをすることができない。水泳は肌が弱く、塩素が辛いという理由で見学しており、夏休み明けの1㎞遠泳だけ出席している。髪の毛は夏は扇風機、冬はガスファンヒーターで乾かしているらしい。ロングヘアーは、切るのが面倒臭いだけで、4年間伸ばしている。
仲田花苗に脅迫されたことにより、『おしまいの夏』で、突如誠一に、ただの生徒と教師の関係にもどることを提案する。その際に誠一が妻と離婚をすると言い出したため、自分たちの関係を誠一の妻に電話で示唆し、誠一を監視させて彼を守ろうとするが、誠一が否定をしなかったため、かえって自分たちの関係をあからさまにする結果になる。
誠一と心中をするが、誠一の最後の判断で命だけは助かる。しかし、後遺症として右脚に傷跡がのこり、やや跛をひいて歩くようになってしまった。誠一のことを忘れられず、遺品の白衣を弟の裕二に持って来てもらい、裕二に白衣を着せ、関係を持ってしまう。
木戸誠一（きど せいいち）
『おしまいの夏』・『或る体育教師のつぶやき』・『歪な花』以外の物語の語り手。連作は主として彼の視点から描かれている。教え子の清花と不義の関係を結び、結果として自動車で崖から飛び込み心中を図る。
清花に関心を持ったのは、理科室で清花が倒れているのを見かけたことより（実は清花は本をよんで眠っていただけだった）。清花の第一印象は「冷たい感じ」で、周囲を醒めた目で見ている、といったふうだった。しかし、清花の笑みを見て、その印象が変貌し、幼少時に好きだった、白くて甘くて冷たいバニラアイスクリームに似ていると感じ、彼女に惹かれてゆく。彼女との関係が長続きしないということは覚悟していたが、いざ別れを清花から切り出された時は狼狽している。
清花のクラスを受け持った際には、初めての担任だったので、生徒の名前はみな暗記した。生徒からは鈍くてぼーとしていると評価され、桜の花びらが授業中に頭に落ちていることがあっても、見て見ぬふりをされた、というふうになめられてもおり、それがかえって清花に関心を向けさせてもいる。
不妊症の原因が自分にあると知り、自分がオスとして欠陥があるという烙印を押されたような気分になり、ショックを受けている。交際する女性はみんな泳げなかったため、泳ぎを教えるのが得意。結婚前に妻と海へ来たことがある。
清花を道連れするべきかどうかで悩み、最後は運命に任せようと決める。
柴崎行成（しばさき ゆきなり）
誠一の同僚の体育教師。愛称はゆっきー。25歳。S学園に3人いるアラサー教師の中で唯一の独身で、生徒にもてる。S学園の体操着はスパッツとブルマを自由に選べるが、その中で自分に関心がなさそうなのに、ブルマをはいている清花に興味を持つ。自分より年下の女性には興味はない。
誠一の妻（本名不明）
誠一より2歳上で、結婚3年目。子供好きで元保母。不妊症の原因が誠一にあることを知らされても、誠一を責めていない。誠一が指輪をなくしたことから、彼の浮気を疑うようになり、清花からの匿名の電話でそれは決定的なものになる。S学園を紹介したのは、彼女の父であった。
仲田花苗（なかた かなえ）
『歪な花』より登場。同作の主人公。外部受験で聖南学園中等部に入学。クラスメイトから、「もう一人のナカタさん」・「ニンベンのナカタさん」と呼ばれ、疎外感を抱いていた。その一方で大して勉強をしている様子もないのに成績が良く、色の白い肌を持ち、常に単独で行動する清花に憧れてもおり、清花の真似をしてストレートパーマをかけたりもした。しかし、友人たちには、ニンベンのナカタは「一匹狼」になり切れない、一目を気にする「群れからはぐれた子羊」という印象しか与えていない。K学園の男子、津村ともつきあうが、コンプレックスを内包していることを見抜かれて、振られている。誠一だけは自分を中田清花と混同せず、花苗として認識してくれたと喜び、クラスメートからも下の名前で呼ばれるようになったと喜ぶが、清花と誠一が関係を持っている現場に出くわし、自分が清花でない人間としか認識されていないことに気づく。
津村均（つむら ひとし）
『歪な花』に登場する、花苗の交際相手。K学園の生徒で、花苗とは塾で知り合い、関係を持つ。しかし、それは聖南学園の生徒と交際する優越感によるもので、「彼氏がいる自分」に満足している花苗の姿を見ていると、そんな自分の姿が投影されているようで、嫌だったという理由で、花苗と別れてしまう。
木戸裕二（きど ゆうじ）
心中した木戸誠一の父親違いの弟。17歳。半年前になくなった兄の不倫相手の少女に興味を持つ。勉強も恋愛（SEX）も趣味にも情熱のもてるものなど世の中にない、と思っている。清花の第一印象は冷たい女であったが、片足をかばって歩く清花の姿に興味を引かれ、姪に読んであげた『人魚姫』の童話を想記し、惹かれていく。
麻美（まみ）
裕二の5つ年上の姉。亭主と喧嘩をし、娘ともども実家にいる。誠一が死んだことを、清花のせいだとして恨んでいる。
亜弥（あみ）
麻美の娘。裕二のことを慕っている。人魚姫の童話を気に入っており、食事の際も手放さない。清花と仲良くなり、足をかばって歩く姿に人魚の姫の姿を連想する。

## 作品
- おしまいの夏（漫画ばんがいち2004年1月号）
- クリーム（漫画ばんがいち2006年12月号)
- 海へ行くのはまだ早い（漫画ばんがいち2007年2月号）
- 解剖実習（漫画ばんがいち2007年12月号）
- 君に降る花（漫画ばんがいち2008年4月号）
- 或る体育教師のつぶやき（漫画ばんがいち2008年10月号）
- 補習授業 （漫画ばんがいち2009年7月号）
- 歪な花（漫画ばんがいち2010年1月号）
- 家庭訪問（漫画ばんがいち2010年3月号）
- 待ちあわせ（漫画ばんがいち2010年5月号）
- 八月の通り雨（漫画ばんがいち2010年8月号）
- おしまいは、夏1・2・3（漫画ばんがいち2010年10月号・12月号、2011年3月号）
- 放課後のモノローグ（漫画ばんがいち2012年9月号）